# Salvadori-bülbül
A Salvadori-bülbül (Pycnonotus erythropthalmos) a verébalakúak (Passeriformes) rendjébe, ezen belül a bülbülfélék (Pycnonotidae) családjába és a Pycnonotus nembe tartozó faj. 16-18 centiméter hosszú. Indonézia, Malajzia, Szingapúr és Thaiföld szubtrópusi és trópusi nedves erdőiben él. Gyümölcsökkel és rovarokkal táplálkozik. Februártól augusztusig költ.

## Fordítás
- Ez a szócikk részben vagy egészben  a   Spectacled bulbul című angol Wikipédia-szócikk fordításán alapul.  Az eredeti cikk szerkesztőit annak laptörténete sorolja fel. Ez a jelzés csupán a megfogalmazás eredetét és a szerzői jogokat jelzi, nem szolgál a cikkben szereplő információk forrásmegjelöléseként.